# Ulezły
Ulezły (biał. Улезлы; ros. Улезлы) – wieś na Białorusi, w obwodzie grodzieńskim, w rejonie wołkowyskim, w sielsowiecie Izabelin, przy drodze republikańskiej P44.
W dwudziestoleciu międzywojennym leżał w Polsce, w województwie białostockim, w powiecie wołkowyskim, w gminie Izabelin.